# Kaporo

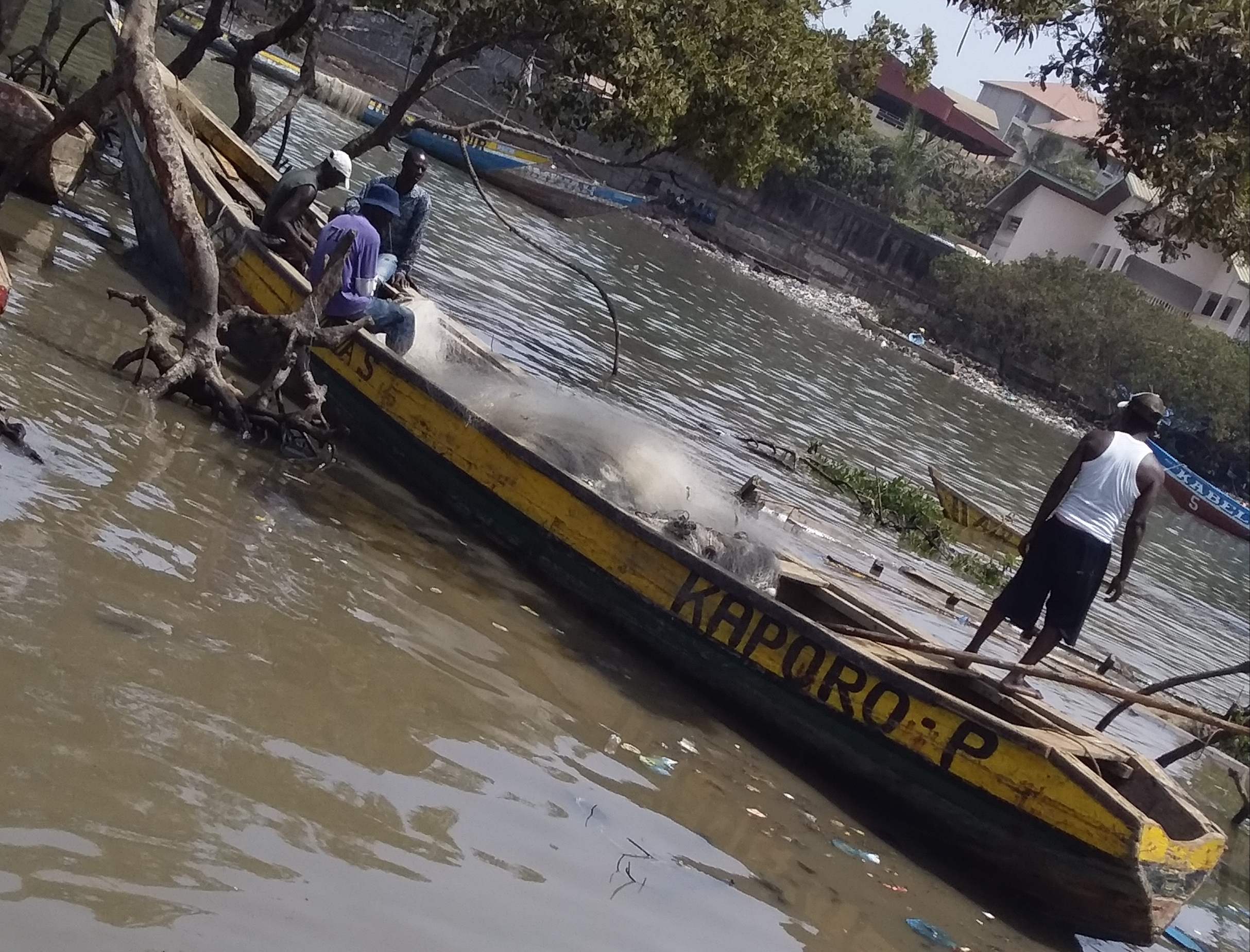
Barque de pêche à Kaporo.

Kaporo est un ancien village sur la côte occidentale de la presqu'ile de Kaloum, en Guinée, aujourd'hui quartier de la capitale Conakry, situé entre ceux de Kipé au sud et de Nongo au nord. Ce quartier dépend de la commune de Ratoma, l'une des six qui constituent la ville de Conakry.

## Histoire
Dans le royaume de Dubréka, Kaporo a été le chef-lieu de la province de Kaloum.
En 1891, selon le témoignage du voyageur, E.[Lequel ?] Guillou, qui se rend de Conakry vers le nord avec son escorte, « nous traversons successivement les petits villages de Digione, Tahoma, Rotouna et Quipé ; puis nous arrivons à Kaporo, capitale du Kaloum, gouverné par le roi Balé Ciara. Sur le rempart je remarque des pièces d'artillerie données probablement par le gouvernement français. […] C'est à ce roi que la France a acheté Conakry, et dans sa case on est étonné de découvrir un ameublement européen. »
En 1998 et de nouveau en 2019, dans un contexte politique différent, le quartier intérieur de Kaporo-rails a fait l'objet d'opérations brutales d'expulsion des habitants et de destruction de leurs logements, opérations appelées « déguerpissements » dans le français local, qui ont laissé beaucoup de traces dans les populations victimes, ni relogées ni indemnisées. Le déguerpissement de 2019 est le thème d'un documentaire.

## Administration
Deux des dix-neuf quartiers de Ratoma portent le nom de Kaporo : Kaporo-centre, sur la côte, et Kaporo-rails, à l'intérieur de la presqu'île le long de l'une des deux voies de chemin de fer qui la traversent du nord-est au sud-ouest.

## Économie et urbanisme
Kaporo possède un port de pêche traditionnelle (photo), grâce à une échancrure dans la côte. Il a été modernisé en 2022 avec l'aide du Japon. Il possède désormais des installations de conservation des produits frais et de congélation, des hangars de fumage de poisson.
Le quartier de Kaporo-rails et les quartiers voisins de Kipé 2 et Dimesse, concernés par les « déguerpissements » de 1998 et surtout de 2019, font l'objet d'une réurbanisation avec la construction de ministères et autres équipements publics, d'ambassades et de sièges de grandes sociétés.